# Cœurs d'Alène
Pour les articles homonymes, voir Cœur d'Alène (homonymie).
Les Cœurs d'Alène forment une nation amérindienne qui vécut dans le nord de l'État de l'Idaho, à l'est de l'État de Washington et à l'ouest de l'État du Montana.

## Origine et histoire
Dans leur langue, les Amérindiens s'appellent eux-mêmes Schitsu'umsh ou Skitswish (ce qui signifie « le peuple que l'on découvre ici »). Leur langue appartient à la famille linguistique des langues salish.
À l'époque de la Louisiane française, les coureurs des bois et trappeurs français surnommèrent ce peuple « Cœurs d'Alène » en raison de sa dureté en affaires (l'alène étant un solide poinçon permettant de travailler les peaux et les fourrures). Cet exonyme en forme de métaphore a été anglicisé en Coeur d'Alene. Des missionnaires jésuites, et le père Cataldo (qui en parlait la langue) en particulier, furent très actifs parmi eux, durant la seconde moitié du XIXe siècle. 

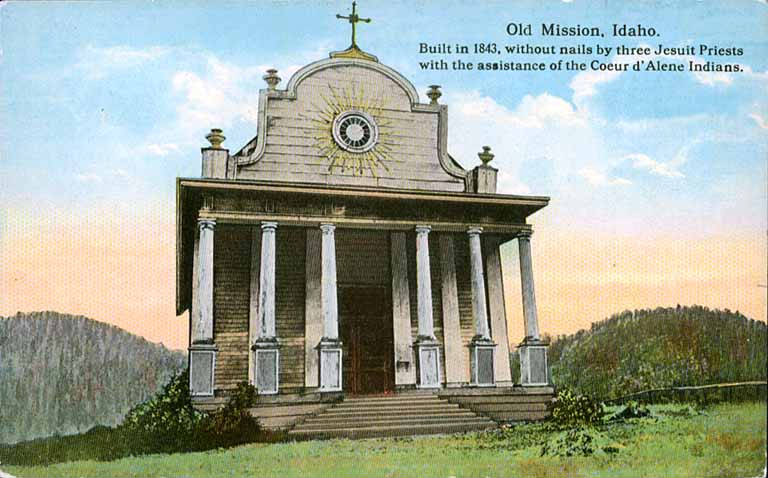
Le plus ancien bâtiment de l'Idaho, l'église du Sacré-Cœur, fut bâtie avec l'assistance des Cœurs d'Alène.

## Territoire
Les membres de la tribu « Cœurs d'Alène » vécurent dans le nord de l'État de l'Idaho, appelé Idaho Panhandle. Le territoire des Cœurs d'Alène fut réduit à une superficie de 2 400 km2 en 1873 quand le président des États-Unis, Ulysses S. Grant, institua la réserve indienne Cœur d'Alène. Depuis, les gouvernements successifs ont réduit encore cet espace protégé à 1 400 km2.

## Subsistance
Ils consommaient les bulbes de Camassia qui fut à la base de l'alimentation des populations amérindiennes de l'Ouest américain. Ils pêchaient également la truite et le saumon, deux poissons abondants dans leurs rivières.

## Démographie
Aujourd'hui, on dénombre 2 000 membres de la communauté des Cœurs d'Alène.